# .tz
.tzは国別コードトップレベルドメイン（ccTLD）の一つで、タンザニアに割り当てられている。登録は第二レベルの下の第三レベルに行われる。
- .co.tz: 商業用
- .ac.tz: 学士号を授与する学校
- .go.tz: 政府機関
- .or.tz: 非営利組織
- .ne.tz: ネットワーク